# Bobbi Eden

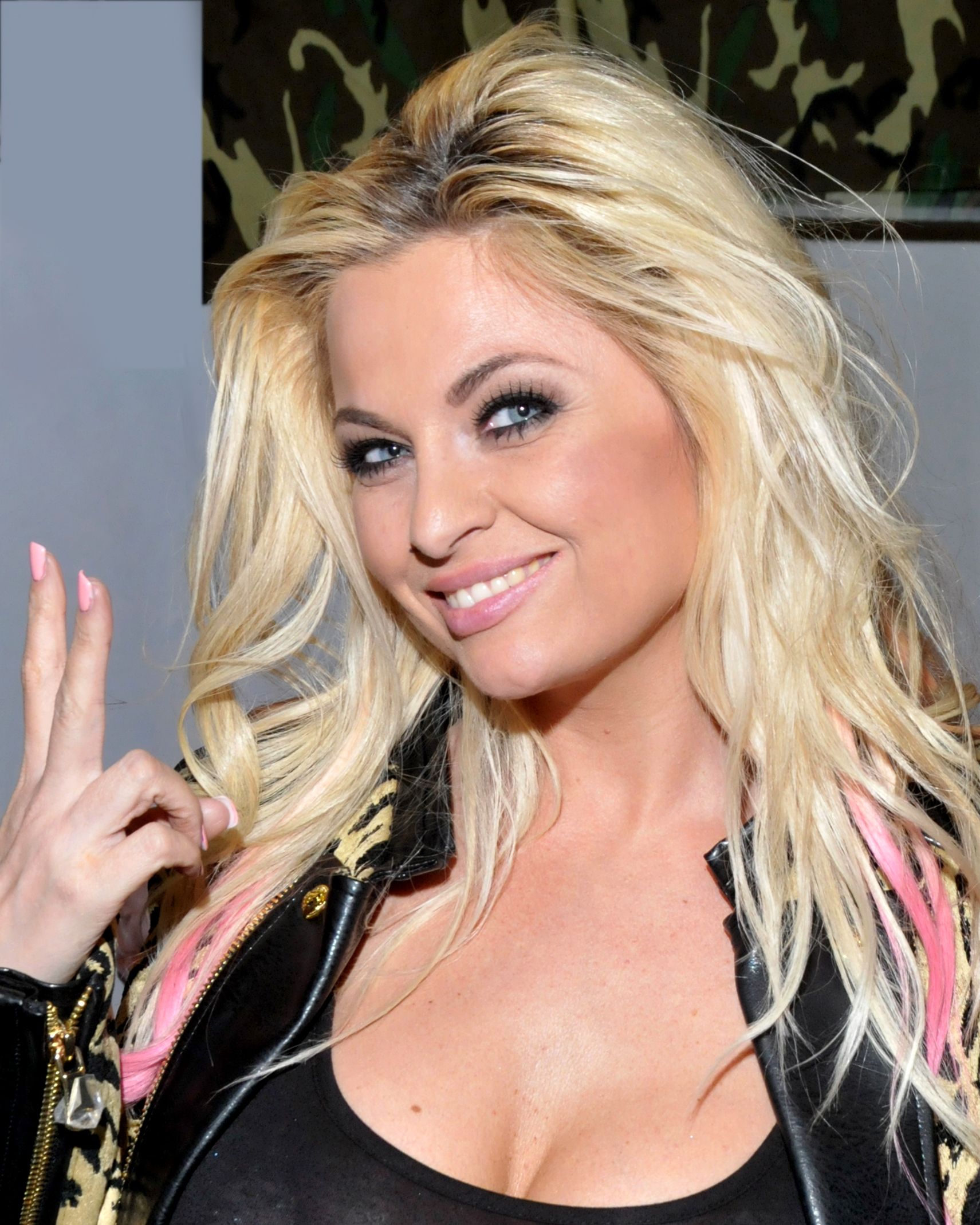
Bobbi Eden, 2015

Bobbi Eden (* 3. Januar 1980 in Den Haag) ist eine niederländische Pornodarstellerin.

## Leben
Bobbi Eden begann ihre Karriere im Jahr 2001. Seitdem hat sie in 121 Filmen (Stand: Juli 2014) mitgespielt. Für Private drehte sie zahlreiche Filme.
Während der Fußball-Weltmeisterschaft 2010 machte sie auf sich aufmerksam, als sie allen Twitter-Followern Oralsex versprach, wenn die Niederlande die WM gewinnen würde. Die Follower-Anzahl stieg daraufhin rasant.
Sie konnte 2009 den European X Award in der Kategorie Best Actress (Benelux) gewinnen.

## Filmografie (Auswahl)
- 2002: Screaming Orgasms 8

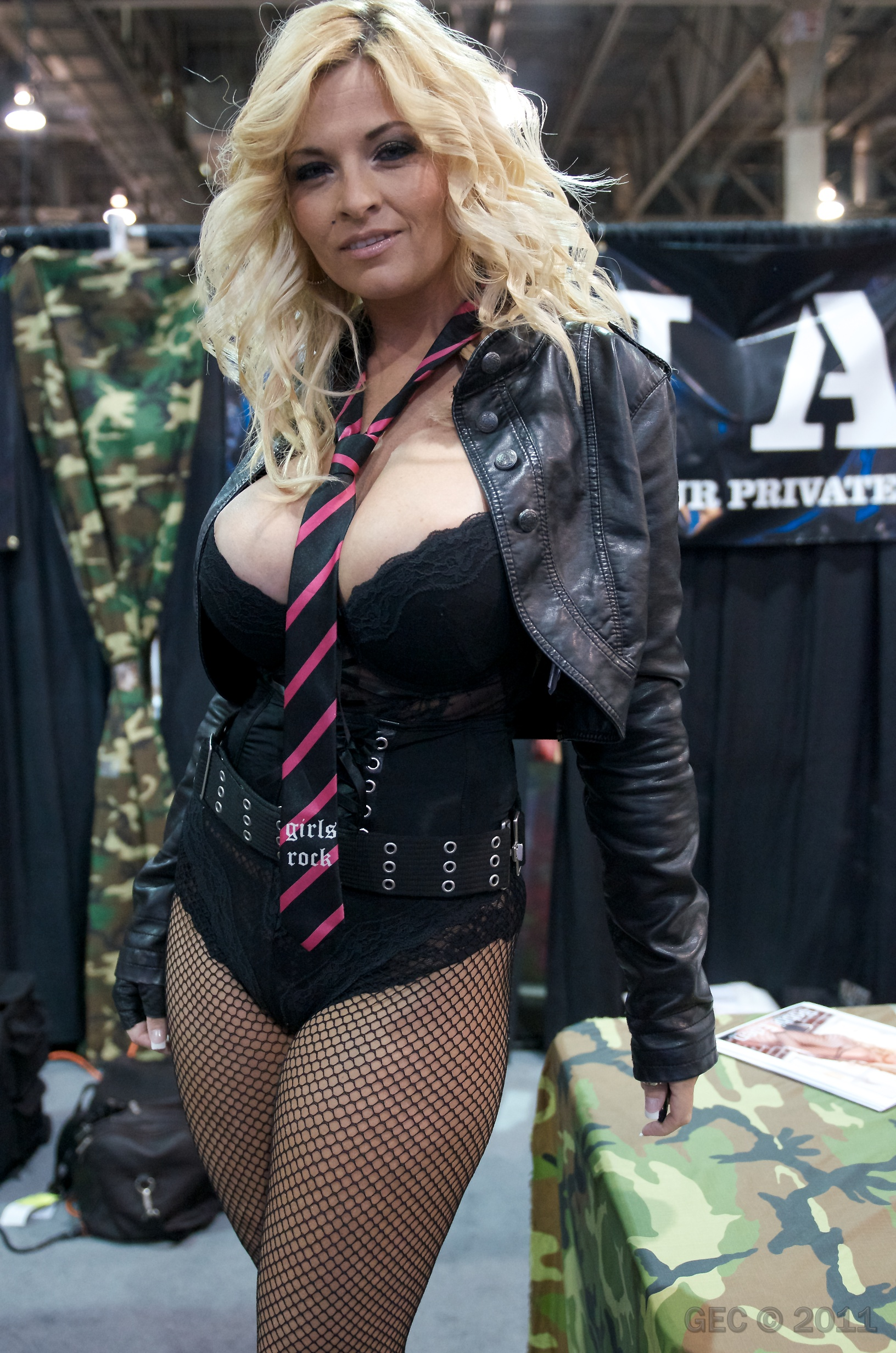
Bobbi Eden, 2011

- 2002: Pussyman’s Decadent Divas 19
- 2003: Rub the Muff 8
- 2003: Cleopatra
- 2004: The Private Story of Bobbi Eden
- 2004: Virtual Sex with Bobbi Eden
- 2005: Girlvana
- 2006: Fuck Me Like the Whore That I Am 3
- 2007: Fishnets 8
- 2008: Women Seeking Women 39, 43
- 2008: Sasha Grey’s Anatomy

## Auszeichnungen
- 2004: European X Award – Best Actress (Benelux)